# 多尔戈耶区
多尔戈耶区（羅馬化：Dolzhanskiy rayon）是俄罗斯奥廖尔州的区，行政中心为市级镇多尔戈耶，面积908.4平方（350.7平方英里）。
该区建于1928年。历年人口普查中，该区2021年人口有9771人；2010年人口11,984；2002年人口14,187；1989年人口15,364。